# Locketiella
Locketiella es un género de arañas araneomorfas de la familia Linyphiidae. Se encuentra en el Sudeste de Asia.

## Lista de especies
Según The World Spider Catalog 12.0::
- Locketiella merretti Millidge, 1995
- Locketiella parva Millidge & Russell-Smith, 1992